# Bastarnes
Els bastarnes (en llatí Bastarnae o Basternae, en grec antic Βαστάρναι o Βαστέρναι) eren un poble germànic -amb probable component cèltic- de la Sarmàcia europea, un dels més poderosos de la regió.
Provinents de Germània es van establir a Sarmàcia, a la regió del Theiss i en direcció cap al baix Danubi, fins i tot fins a la seva boca, on un grup del seu poble es va establir a l'illa de Peuce i va originar el peucins o peucini. Altres tribes dels bastarnes eren: els atmonis i els sidonis. Eren alts i valents. Vivien sempre fent la guerra i els guerrers portaven amb ells les dones i els fills en carros. Disposaven de cavalleria i d'una infanteria lleugera entrenada per mantenir-se a la vora, fins i tot al galop, al costat dels genets, cadascun dels quals anava acompanyat per un d'aquests soldats a peu (παραβάτης), segons Polibi, Titus Livi i Estrabó. El seu govern era monàrquic.

## Història
Els bastarnes, instal·lats a la part sud del Danubi, feien incursions molt destructives cap a Tràcia. Van ser aliats de Filip V de Macedònia durant la Segona Guerra Macedònica i el rei Perseu de Macedònia tenia en el seu exèrcit vint mil mercenaris bastarnes. El bastarnes van lluitar contra els governadors romans de Macedònia però Marc Licini Cras Dives els va rebutjar fins més enllà del Danubi l'any 30 aC. Després els geògrafs indiquen que es van establir vora del Tiras (Dnièster) i del Borístenes (Dnièper) mentre els peucins es van mantenir a la boca del Danubi.